# Rumer Godden
Margareth Rumer Godden (Sussex, 10 dicembre 1907 – Moniaive, 8 novembre 1998) è stata una scrittrice, poetessa e sceneggiatrice inglese.

## Biografia
Scrittrice, saggista, collaboratrice della BBC, trascorre gran parte della sua giovinezza in India, al punto da autodefinirsi scrittrice anglo-indiana. 
Nata nel Sussex nel 1907, crebbe in India insieme a tre sorelle a Narayanganj. Nel 1920 tornò in patria, per frequentare la scuola, studiando anche per maestra di ballo. Nel 1925, a Calcutta, aprì una scuola di danza per bambini inglesi e indiani. Tenne aperta questa scuola per vent'anni insieme alla sorella Nancy. Nel frattempo, scrisse il suo primo best seller, Black Narcissus. 
Dopo un matrimonio infelice durato otto anni, si trasferisce nel 1942 nel Kashmir insieme alle due figlie, stabilendosi all'inizio in una house boat. Dopo un misterioso incidente per un tentato avvelenamento che doveva colpire lei e le figlie, ritornò nel 1944 a Calcutta; il libro Kingfishers Catch Fire si basa sul suo soggiorno in Kashmir.
Si sposa di nuovo nel 1949, ritorna in Gran Bretagna e si stabilisce definitivamente in Inghilterra, nel Sussex.
Nel 1950, comincia a interessarsi al cattolicesimo a cui si convertirà ufficialmente nel 1968: molti dei suoi romanzi contengono ritratti di religiosi, preti o monache.
Visitò l'India un'ultima volta nel 1994, visitando di nuovo il Kashmir insieme a una troupe della BBC per girare un documentario sulla sua vita e i suoi libri.
Rumer Godden è morta l'8 novembre 1998 all'età di 90 anni.
Il suo primo romanzo Enigma cinese è del 1936, cui seguiranno nel 1938 La signora e l'unicorno e, nel 1939 Narciso nero, la sua opera più nota, ambientata in un villaggio ai piedi dell'Himalaia, da cui venne tratto il film Narciso nero. A questa faranno seguito altri romanzi fra cui: Sinfonia zingaresca, Fuga nel tempo, A colazione dai Nikolides, Estate dolce amara, Il fiume (da cui sarà tratta una versione cinematografica Il fiume di Jean Renoir) e La casa di granito.

## Opere

### Romanzi

#### Fiction
- Chinese Puzzle (1936)
- The Lady and the Unicorn (1937)
- Narciso nero (Black Narcissus) (1939)
- Sinfonia zingaresca (Gypsy Gypsy) (1940)
- A colazione dai Nikolides (Breakfast with the Nikolides) (1942)
- Fuga nel tempo (A Fugue in Time) (1945)
- Il fiume (The River) (1946)
- A Candle for St Jude (1948)
- A Breath of Air (1951)
- Il martin pescatore sul paralume (Kingfishers Catch Fire) (1953)
- Una rosa a Catford Street (An Episode of Sparrows) (1955)
- Estate dolceamara (The Greengage Summer) (1958)
- La casa di granito (China Court: The Hours of a Country House) (1958)
- Villa Fiorita (The Battle of the Villa Fiorita) (1963)
- In This House of Brede (1969)
- The Peacock Spring (1975)
- Five for Sorrow Ten for Joy (1979)
- The Dark Horse (1981)
- Coromandel Sea Change (1991)
- Pippa Passes (1994)
- Cromartie vs the God Shiva (1997)

#### Non-fiction
- Rungli Rungliot (1943) – ristampato nel 1961 col titolo  Thus far and no further
- Bengal Journey (1945)
- Hans Christian Anderson - A Great Life in Brief (1955)
- The Tales of the Tales (1971)
- Shiva's Pigeons - an Experience of India (1972) – scritto con Jon Godden
- The Butterfly Lions (1978)
- Gulbadan (1980)
- Mrs Mander's Cookbook (1968) – scritto con Olga Manders
- The Raphael Bible (1970)

### Letteratura per l'infanzia
- The Doll's House (1947)
- The Mousewife (1951)
- Impunity Jane -The story of a pocket doll (1954)
- The Fairy Doll (1956)
- Candy Floss (1957)
- The Story of Holly and Ivy (1958)
- Mouse House (1960)
- Miss Happiness and Miss Flower (1961)
- Little Plum (1963)
- Home is the Sailor (1964)
- The Kitchen Madonna (1967)
- Operation Sippacik (1969)
- The Old Woman who Lived in a Vinegar Bottle (1972)
- The Diddakoi (1972)
- Mr Mcmillan's Halloween (1975)
- The Rocking Horse Secret (1978)
- A Kindle of Kittens (1979)
- The Dragon of Og (1981)
- The Valiant Chatti-Maker (1983)
- Four Dolls (1983)
- Thursday's Children (1984)
- Fu-Dog (1989)
- Listen to the Nightingale (1992)
- Great Grandfather's House (1992)
- Premlata and the Festival of Light (1996)

### Poesie
- In Noah's Ark (1949)
- A Letter to the World (1968) - scritto con Emily Dickinson
- Cockcrow to Starlight: A Day Full of Poetry (1996)
- A Pocket Book of Spiritual Poems (1996)

### Racconti
- Mooltiki and Other Stories and Poems of India (1957)
- Swans and Turtles: Stories (1968)
- Mercy Pity Peace and Love (1989) - scritto con Jon Godden
- Indian Dust (1989) - scritto con Jon Godden

### Sceneggiatura
- Il fiume (The River) (1951) - dal suo romanzo Il fiume
- Innocent Sinners (1958) - dal suo romanzo Una rosa a Catford Street